# 117 v.Chr.
117 v.Chr. is een jaartal volgens de christelijke jaartelling.

## Gebeurtenissen

### Italië
- Lucius Caecilius Metellus Diadematus en Quintus Mucius Scaevola zijn consul in het Imperium Romanum.
- In Rome wordt op het Forum Romanum, de Tempel van Castor en Pollux verbouwd.
- De Romeinen onderwerpen de Illyrische stam de Histri, gevreesde piratenvolk uit Istrië.

### Numidië
- Koning Hiempsal I wordt door een machtsstrijd om de troon vermoord, de Romeinse Senaat bemoeit zich met de verdeling van het Numidische Rijk. Adherbal van Numidië en Jugurtha eisen de onafhankelijkheid op.

### China
- Keizer Han Wudi verovert met het Chinese leger de "Corridor van Gansu" en laat versterkte forten bouwen, om de handelswegen naar het Westen in het Chinese Keizerrijk veilig te stellen.

## Geboren
- Lucius Licinius Lucullus (~117 v.Chr. - ~56 v.Chr.), Romeins staatsman en veldheer
- Ptolemaeus XII Neos Dionysos (~117 v.Chr. - ~51 v.Chr.), farao van Egypte